# 波多野承五郎

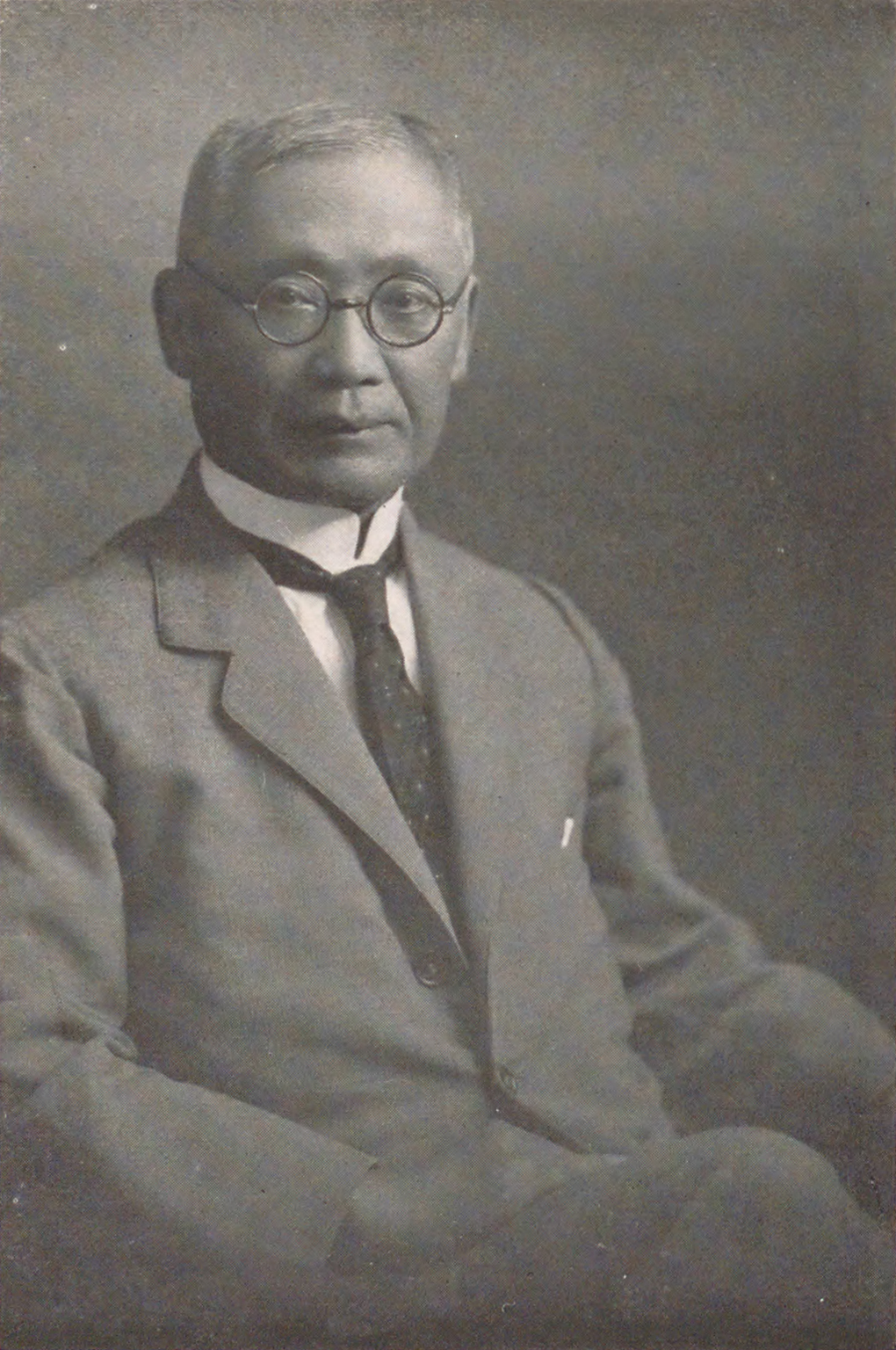
波多野承五郎

波多野 承五郎（はたの しょうごろう、1858年12月29日（安政5年11月25日） - 1929年（昭和4年）9月16日）は、日本の実業家、政治家。帝国議会衆議院議員を務めた。慶應義塾出身で福澤諭吉の弟子。『時事新報』記者、慶應義塾評議員、三井銀行理事、玉川電気鉄道取締役。

## 年表
- 1858年（安政5年） - 掛川城下の町奉行屋敷にて家禄500石の波多野半蔵の長男として生まれる[2]。
- 1869年（明治2年） - 掛川藩の英語学校に入学。
- 1871年（明治4年） - 慶應義塾入塾。
- 1876年（明治9年） - 慶應義塾卒業。母校の教師となる。その後、東京市市会議員。
- 1878年（明治11年） - 三菱会社に入る。
- 1879年（明治12年）12月 - 三菱会社を退社。
- 1882年（明治15年）3月 - 『時事新報』創立から在社、主筆。
- 1884年（明治17年）7月 - 外務省に出仕、天津領事などを務める。
- 1890年（明治23年） - 家督を継ぐ
- 1892年（明治25年） - 『朝野新聞』の社長、主筆。
- 1920年（大正9年） - 第14回衆議院議員総選挙で衆議院議員に当選（立憲政友会・栃木4区）。

## 著書
- 『北支那朝鮮探検案内 附・朝鮮事件由来』杉山虎雄共著 林平次郎 1894年
- 『谷の家』編 籾山仁三郎 1920年
- 『古渓随筆』実業之日本社 1926年
- 『梟の目 第二古渓随筆』実業之日本社 1927年
- 『食味の真髄を探る』万里閣書房、1929年。
  - 『食味の真髄を探る』（犬養智子 編）新人物往来社、1977年。
- 『東海道 随筆』万里閣書房、1930年。

## 親族
次男は波多野元武（三井物産）で、その妻は瀬下清（三菱銀行会長）の三女克、子（孫）が犬養智子である。長女みねは草間時光（草間時福次男）に、次女花は松井春生に、三女春は富井恒雄（男爵富井政章四男）にそれぞれ嫁いだ。系譜は犬養家の係累を通して正田家や天皇家にもつながっている。